# Jeanne de Valois-Saint-Rémy
Jeanne de Valois-Saint-Rémy, condesa de La Motte (Fontette, 22 de julio de 1756-Londres, 23 de agosto de 1791), fue una estafadora francesa conocida por su destacado papel en el asunto del collar, uno de los muchos escándalos ligados al estallido de la Revolución francesa y a la destrucción de la monarquía en Francia.

## Biografía

### Primeros años y matrimonio
Jeanne nació en Fontette, al noreste de Francia (cerca de Bar-sur-Aube), en el seno de una familia sumida en la pobreza. Su padre, Jacques de Valois de Saint-Rémy (1717-1762), era descendiente directo del conde Enrique de Valois-San-Rémi (1557-1621), hijo ilegítimo del rey Enrique II y Nicole de Savigny. Pese a tener sangre real, Jacques era conocido por sus problemas con la bebida y por vivir de la caza furtiva, mientras que la madre de Jeanne era Marie Jossel (1726-1783), hija del conserje del castillo propiedad de Jacques, quien trabajó como sirvienta y, tras enviudar, como prostituta.
Jeanne fue la tercera de seis hijos, de los cuales tres murieron en la infancia: Joseph (9 de marzo de 1753-9 de diciembre de 1753); Marie Marguerite Anne (17 de febrero de 1759-23 de mayo de 1767); y Jean (5 de marzo de 1760-9 de marzo de 1760). Los otros tres hijos supervivientes, Jacques (25 de julio de 1751-10 de mayo de 1785), Jeanne y Marie-Anne (2 de octubre de 1757-28 de abril de 1836), vivían en estado de abandono, no disponiendo de calzado y debiendo recurrir con frecuencia a la mendicidad para poder sobrevivir. De acuerdo con el político Jacques Claude Beugnot en sus Mémoires, los pequeños fueron rescatados por su padre y por el abad de Langres. No obstante, otras fuentes afirman que la familia se trasladó a vivir a Boulogne, cerca de París, donde un cura y una de sus feligresas, Madame de Boulainvilliers, tomaron a los niños bajo su cuidado. Según Stefan Zweig, fue la propia Jeanne quien abordó el carruaje de Madame de Boulainvilliers pidiendo limosna y afirmando ser descendiente de la dinastía Valois. Sus orígenes reales fueron comprobados por un genealogista de Versalles, y como resultado de una serie de disposiciones legales establecidas para ayudar a niños provenientes de familias nobles empobrecidas, a Jacques le fue otorgada una pensión anual de 1000 libras y un puesto en una academia militar, mientras que Jeanne y Marie-Anne fueron enviadas a un internado en Passy y recibieron una pensión de 900 libras. Se suponía que ambas tomarían los hábitos en la abadía de Longchamp, si bien las dos hermanas decidieron regresar a Bar-sur-Aube, donde vivieron con la familia Surmont. El 6 de junio de 1780, Jeanne contrajo matrimonio con Antoine-Nicolás de La Motte, sobrino del señor Surmont y oficial de gendarmería. Al momento de la boda, Jeanne se hallaba en avanzado estado de embarazo, dando a luz el 7 de julio a gemelos, los cuales fueron bautizados como Jean-Baptiste y Nicolás-Marc de La Motte. Ambos murieron pocos días después.
A pesar de que la nobleza de la familia de La Motte era de origen dudoso, el matrimonio asumió el título de conde y condesa de La Motte-Valois. Respecto a los hermanos de Jeanne, Jacques murió prestando servicio militar en la isla de San Luis, mientras que Marie-Anne regresó a la vida religiosa. Ninguno de ellos tuvo descendencia.

### El asunto del collar

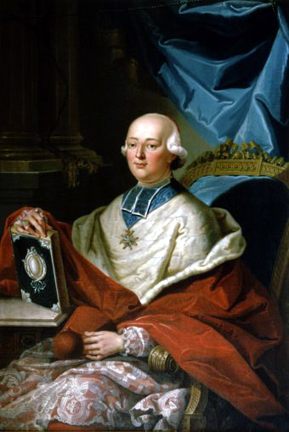
Retrato del cardenal de Rohan (anónimo)

Cuando se hizo evidente que Nicolás no era capaz de hacer frente a las deudas contraídas por el matrimonio con el fin de poder mantener el extravagante estilo de vida que su esposa deseaba, Jeanne resolvió solicitar una pensión más generosa a la familia real basándose en su linaje, por lo que tomó la decisión de acercarse a la reina María Antonieta puesto que pensaba que ella, al ser mujer, mostraría simpatía hacia su petición. En aquella época, un ciudadano ordinario vestido con ropa apropiada podía acceder al palacio y a sus jardines así como observar a la familia real. Jeanne empezó a realizar visitas frecuentes al Palacio de Versalles con la esperanza de atraer la atención de la reina, llegando incluso a fingir un desmayo frente a Madame Isabel, hermana del rey, a quien había confundido con María Antonieta (gracias a este engaño consiguió que su pensión fuese aumentada a 1.500 libras). Pese a sus esfuerzos, María Antonieta, quien tenía conocimiento del cuestionable estilo de vida de Jeanne, se negó a recibirla.
El matrimonio entre Jeanne y Nicolás resultó desastroso, aunque siguieron viviendo juntos. Jeanne tuvo una aventura con Rétaux de Villette, proxeneta y oficial de gendarmería compañero de Nicolás. Alrededor de 1783, Jeanne conoció al cardenal Louis de Rohan, convirtiéndose rápidamente en su amante y confidente. Como resultado, Jeanne descubrió que la mayor ambición del cardenal era ganarse la aprobación de María Antonieta, quien lo rechazaba por haber intentado frustrar su matrimonio con Luis XVI además de por su banal y escandaloso estilo de vida.
Jeanne fue descrita como una mujer esbelta, de busto pequeño, piel clara, cabello castaño y ojos azules. El abate Georgel, siervo leal del cardenal, la describió como poseedora de «las artimañas de una Circe». Jeanne, consciente de sus atributos físicos, no dudó en hacer uso de ellos para lograr sus propósitos, consiguiendo dinero del cardenal y un puesto para su esposo como guardaespaldas del conde de Artois, si bien todo esto no le proporcionaba a Jeanne el alto nivel de vida al que aspiraba. Al mismo tiempo, el joyero Charles Auguste Boehmer intentaba vender un particularmente caro y lujoso collar de diamantes originalmente diseñado para Madame du Barry. Boehmer había invertido una fortuna en dicha joya y debía venderla lo antes posible para evitar la bancarrota, llegando a la conclusión de que sólo el rey podía adquirir una pieza tan cara, si bien tanto Luis XVI como María Antonieta rechazaron el collar.
Jeanne, con la ayuda de su esposo y de Rétaux de Villette, elaboró un plan para sacar provecho económico de la situación. De Villette, hábil falsificador, escribió varias cartas imitando la letra de María Antonieta las cuales estaban dirigidas a Jeanne. En dichas cartas, la reina afirmaba que quería el collar pero que no podía adquirirlo directamente a causa de la reticencia de Luis XVI a efectuar un gasto tan elevado debido a la delicada situación económica del país, declarando que esperaba que el cardenal adquiriese la joya en su nombre a modo de favor personal, jugando Jeanne el papel de intermediaria en toda la farsa. El cardenal, quien creyó en la autenticidad de las cartas y accedió a adquirir el collar para la reina, sabía que María Antonieta y Jeanne nunca habían sido vistas en público, pero consideró que la condesa de La Motte era su agente de confianza sobre la base de una supuesta amistad secreta entre ambas. En consecuencia, se preparó un encuentro nocturno en el bosque de Venus, en los jardines del Palacio de Versalles, donde el cardenal habló con una mujer a quien confundió con la reina (en realidad se trataba de Nicole Le Guay, una prostituta físicamente parecida a María Antonieta la cual llevaba puesta una réplica de un vestido de la reina y un sombrero de ala ancha para disimular sus facciones), la cual le otorgó el perdón que tanto ansiaba el cardenal. Posteriormente, el joyero fue contactado, solicitándosele la entrega del collar. Tras elaborarse un contrato en el cual se fijaba la venta de la joya al cardenal por un millón seiscientas mil libras pagaderas en cuatro plazos semestrales y en el que se establecía que María Antonieta sería quien abonaría los pagos, el collar le fue confiado a Jeanne con el fin de que ésta se lo entregase a la reina, empezando Nicolás a vender los diamantes en París y Londres tras ser la pieza desmontada.
Poco antes del vencimiento del primer plazo, Jeanne consiguió que los joyeros rebajasen el precio en 200.000 libras, pero consciente de que la reina no iba a abonar el importe de la joya, decidió posteriormente confesar a los joyeros mediante una carta la estafa de la que habían sido objeto, afirmando no obstante que el cardenal podía hacerse cargo de los pagos dada su inmensa fortuna. Boehmer decidió presentarse en Versalles y exponer el asunto ante la reina, quien optó por exigir a Luis XVI actuar en consecuencia sobre el cardenal.

### Juicio, condena y huida de prisión
El estallido del asunto del collar se produjo tras el arresto del cardenal, siendo posteriormente detenidos Jeanne, Nicole le Guay y Cagliostro, un ocultista de quien el cardenal era cliente y al que Jeanne acusó de ser una de las personas que persuadió a de Rohan de adquirir el collar. Nicolás no fue arrestado debido a que se hallaba en Londres y Rétaux de Villette ya se había marchado a Suiza. 

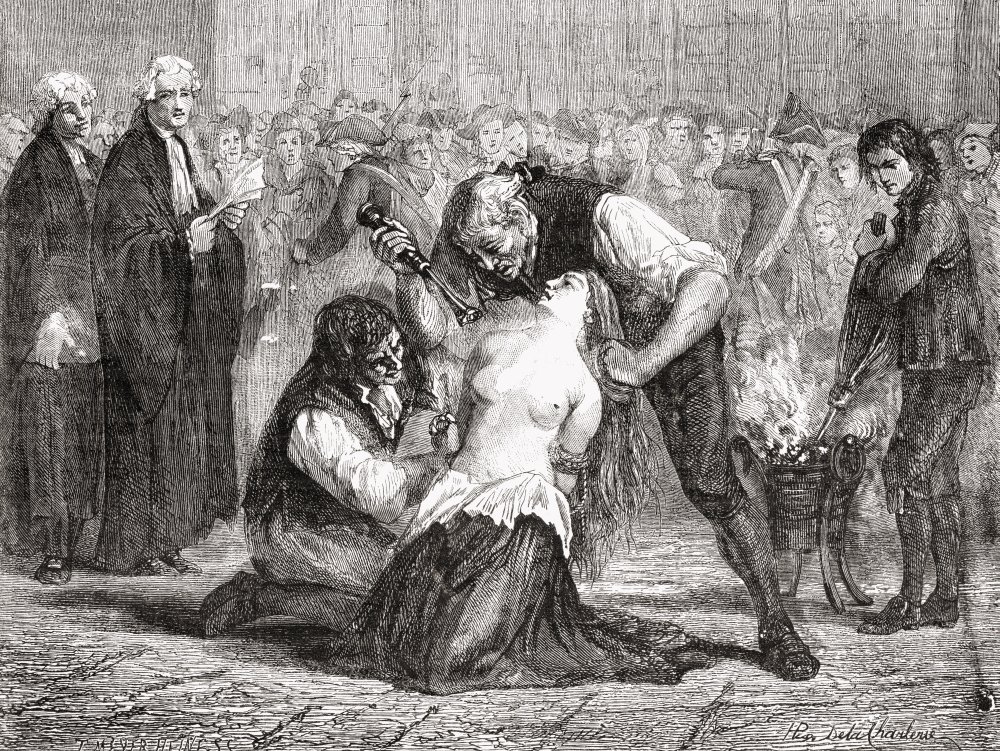
La tortura de Madame de La Motte. Grabado de Meyer-Heine a partir de una obra de Hippolyte de la Charlerie.

Pese a no estar directamente implicados y a tener la posibilidad de juzgar a los estafadores sin otorgar publicidad al asunto, los reyes decidieron celebrar un juicio público con el fin de defender su honor. No obstante, el proceso tuvo el efecto contrario y destruyó por completo la reputación de María Antonieta, quien desde hacía tiempo era vista como culpable. El cardenal fue declarado absuelto por completo, siendo exiliado por orden del rey a una de sus propiedades ubicadas al sur de Francia. Rétaux de Villette y Nicolás fueron declarados culpables de falsificación y estafa y condenados in absentia al exilio y a galeras a perpetuidad respectivamente, mientras que Nicole le Guay, quien había sido arrestada en Bruselas, fue absuelta. Cagliostro, pese a ser absuelto, fue expulsado de Francia por orden de Luis XVI.
Por su parte, Jeanne fue hallada culpable y condenada a ser azotada, marcada con hierro candente y encarcelada de por vida. La mañana en que se dio cumplimiento a su sentencia, Jeanne fue arrastrada por catorce hombres, con quienes forcejeó durante todo el trayecto hasta las escaleras del Palacio de Justicia. Tras ser parcialmente desvestida para proceder a marcarla en un hombro con la letra V de «voleuse» («ladrona»), Jeanne se retorció violentamente al sentir el hierro candente, por lo que la marca acabó accidentalmente impresa en uno de sus senos, mordiendo acto seguido a uno de sus verdugos y desmayándose a continuación, tras lo cual fue conducida a La Salpêtrière, lugar donde, según su sentencia, debía cumplir cadena perpetua trabajando con un hábito de tela gris y zuecos y alimentándose de pan negro y lentejas.
El público en general mostró simpatía hacia Jeanne, quien logró escapar de prisión poco después de su encarcelamiento disfrazada de hombre, huyendo posteriormente a Londres donde publicó, en 1789, sus memorias, tituladas Memoires Justificatifs de La Comtesse de Valois de La Motte, con las cuales pretendía justificar sus acciones al tiempo que vertía toda la culpa de lo ocurrido sobre María Antonieta.
El cardenal sobrevivió a la Revolución y pasó el resto de su vida en el exilio. Rétaux de Villette, quien también vivió en el exilio, murió en Italia. Nicole le Guay vivió en el anonimato y murió a la edad de veintiocho años, mientras que Cagliostro murió en prisión tras haber sido encarcelado durante la Inquisición romana. Por su parte, Nicolás, condenado a galeras a perpetuidad pese a no haber sido arrestado, no regresó a París hasta después de la Revolución solo para amenazar a cambio de dinero al clan De Rohan de publicar sus memorias sobre el escándalo en las que iba a dejar muy mal parado al cardenal.

### Fallecimiento
Jeanne murió en Londres como resultado de las heridas producidas tras caer desde la ventana de la habitación del hotel en el que se hospedaba tratando de huir de varios acreedores, hay teorías que rezan que fue asesinada por agentes de la monarquía en el exilio cuando en Francia la Convención Nacional la invitó a regresar al país con todos los honores al considerarla mártir de las perversiones de María Antonieta. Un informe contemporáneo sostiene que Jeanne fue hallada «terriblemente destrozada, su ojo izquierdo cortado - uno de sus brazos y ambas piernas están rotas». Murió el 23 de agosto de 1791, dos años antes que María Antonieta, quien fue ejecutada en la guillotina en 1793. Está enterrada en el cementerio de Santa María en Lambeth, Londres.

## Representaciones en medios
Se han realizado varias películas sobre la estafa ideada por Jeanne, destacando el largometraje El misterio del collar (2001), en el cual la condesa es interpretada por Hilary Swank.
Jeanne aparece en el manga y anime La Rosa de Versalles, de Riyoko Ikeda, siendo retratada como una joven que vivía con su madre, una lavandera sin recursos, y con una hermana adoptiva, Rosalie Lamorlière.
También puede verse en Innocent Rouge, continuación de Innocent (manga).